# Молодан, Андрей Тихонович
Андрей Тихонович Молодан (17 ноября 1906 — 10 октября 1995) — заряжающий миномёта 988-го стрелкового полка 230-й стрелковой дивизии 5-й ударной армии 1-го Белорусского фронта, младший сержант — на момент представления к награждению орденом Славы 1-й степени.

## Биография
Родился 17 ноября 1906 года в деревне Ново-Александровка Сватовского района Луганской области. Работал кузнецом в селе Пески-Радьковское Боровского района Харьковской области.
В сентябре 1941 года был призван в Красную Армию. 12 августа 1942 года в районе населенного пункта Валуйск его часть попала в окружение. Красноармеец Молодан был тяжело ранен и попал в плен. Несколько раз бежал из лагеря, но только весной 1944 года вернулся в строй. Отличился уже в первых боях на территории Молдавии.
17 мая 1944 года за доблесть и отвагу, проявленные при захвате плацдарма на западном берегу Днестра в районе Бендер рядовой Андрей Тихонович Молодан награждён орденом Славы 3-й степени. 20 февраля 1945 года за мужество и отвагу младший сержант Андрей Тихонович Молодан награждён орденом Славы 2-й степени.
Указом Президиума Верховного Совета СССР от 31 мая 1945 года за исключительное мужество, отвагу и бесстрашие, проявленные на заключительном этапе Великой Отечественной войны младший сержант Андрей Тихонович Молодан награждён орденом Славы 1-й степени. Стал полным кавалером ордена Славы.
В 1945 году старшина Молодан был демобилизован. Жил в поселке Малотарановка Краматорского горсовета Донецкой области. Умер 10 октября 1995 года.